# 廣象戲 (朝鮮)

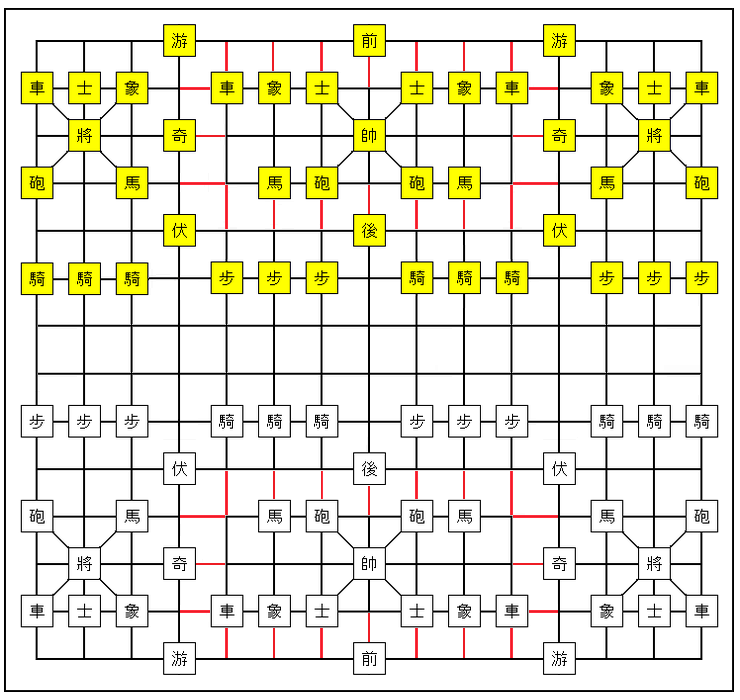
廣象戲
（圖中後將和前鋒的位置可能是錯誤的）

廣象戲，是十八世紀朝鮮王朝南有容（韓文：남유용）於《䨓淵集》〈廣象戱志〉所記載的朝鮮象棋變體，與晁無咎的廣象戲同名，行文仿造張維《谿谷集》〈象戱志〉。

## 棋具
- 棋盤為縱十五、橫十四路的棋盤，各方底線有三個九宮。

- 每方增加元帥、前鋒、後將、奇門、游擊、埋伏、騎等這七個兵種。

## 大致規則

### 棋盤述語
| 棋盤述語 | 描述                                                                                             |
| -------- | ------------------------------------------------------------------------------------------------ |
| 步       | 棋盤上縱線與橫線之交叉點。                                                                       |
| 三軍     | 由雙方各自底線算起之第六條橫線之間構成的區域，總計有60步。三軍分隔出的棋盤兩個區域總許各有90步。 |
| 中軍     | 由底線算起之第一條和第五條橫線，及左右兩邊各自算起的第四條縱線之間構成的區域，總計有45步。       |
| 內營     | 由底線算起之第二條和第四條橫線，及左右兩邊各自算起的第五條縱線之間構成的區域，總計有21步。       |
| 外營     | 中軍扣除掉內營的區域，總計24步。                                                                 |
| 左軍     | 由底線算起之第一條和第五條橫線, 及最左邊算起之第一條和第三條縱線之間構成的區域，總計15步。       |
| 右軍     | 由底線算起之第一條和第五條橫線, 及最右邊算起之第一條和第三條縱線之間構成的區域，總計15步。       |
| 九宮     | 棋盤上畫有斜線的區域，總計9步。於中軍、左軍及右軍各有一個九宮，分別又稱中宮、左宮及右宮。        |
| 三道     | 由底線算起之第二條和第四條橫線之間構成的區域。                                                   |

### 棋子移動
| 棋子 | 移動描述 |
| ---- | --- |
| 元帥 | 在九宮內沿斜線或直線一步，不得離開九宮。元帥被吃者負。                                                                         |
| 將   | 將移動如元帥，在左宮或右宮內移動，不得離開。若將被吃，且在下一回合內無法吃回吃掉將的敵子，則在其九宮內的所有棋子皆被敵方俘虜。 |
| 士   | 士移動如元帥，不得離開九宮。                                                                                                   |
| 馬   | 馬直向一步再轉斜向移動一步，即「日」字的對角線，路徑上若有子會被阻擋。（與中國象棋、朝鮮將棋的馬相同）                         |
| 象   | 象直向一步再轉斜向移動兩步，即「用」字的對角線（原文：三日），路徑上若有子會被阻擋。（與朝鮮將棋的象相同）                     |
| 車   | 車直向移動任意步。 |
| 砲   | 砲直向跳過正好一個棋子移動，吃子時亦同。有一特殊限制為砲不能跳過砲也不能吃砲。（與朝鮮將棋的砲相同）                           |
| 步兵 | 步兵朝直前或橫向移動一步，不能後退。                                                                                           |
| 騎   | 騎朝斜前或橫向移動一步，不能後退。                                                                                             |
| 前鋒 | 前鋒移動如車，第一步必需離開外營，之後不能進入中軍。在開局時若雙方尚未吃其他子，前鋒彼此不能互吃。                             |
| 後將 | 後將移動如車，第一步必需進入內營，之後只能在內營內移動。                                                                       |
| 游擊 | 游擊斜向移動兩步，即「田」字的對角線（原文：二日），路徑上若有子會被阻擋。（與中國象棋的象相同）                               |
| 埋伏 | 埋伏直向移動兩步後再轉斜向一步，即「目」字的對角線（原文：日半），路徑上若有子會被阻擋。埋伏只有吃子時才可移動。               |
| 奇門 | 奇門斜走任意步，但只能在三道內移動。                                                                                           |

|  |

廣象戱者，本乎谿谷所志象戱者而廣之也。其爲局也，經十五道，緯十四道，合二百有十步。其布陣也，各據南北九十步，爲三軍焉。中軍四十五步，其二十一步爲內營，經七緯三而少北，又畫其中九步爲九宮，斜道而湊之中，元帥位焉。士二，謀士也，居元帥之後而左右焉。象二，威遠者也，居士之左右。車二，擣虗者也，居象之左右。砲二，衝堅者也，列于九宮之兩角焉。馬二，執銳者也，居象之前間一步焉。環內營而二十四步爲外營，前鋒一，前茅也，居南。後將一，斷後也，居北。奇二，奇門也，一東而一西。東南、西南置二游焉，游擊也；東北、西北設二伏焉，埋伏也。虗前鋒之前一步爲營門，步與騎相間，三三爲隊，列于門之左右，以竟東西。騎者，騎兵也；步者，步卒也，各六。左右軍各十五步，畫其中九步爲九宮，斜道而湊之中，將之位也。士一，居將之後。車與象各一，居士之左右。馬與砲各一，居九宮之角而東西焉。右營車右而馬西，其行師也。元帥行九宮之中無拘，然不出九宮也。左右將如元帥，中軍有急，援之，不自出。前鋒外而不內，然行於外也無拘。後將內而不外，然行於內也無拘。士行如將。車行縱橫前却無拘也。砲行必有乘也，惟砲與砲不相乘，亦不相食。馬行一日，象行三日，然馬有麗于肩，象有麗于肩若腹，皆不得行。騎行半日。步行一步。騎與步可左右，不可却也。游行二日，有麗于心不行。伏之動日半，不殺不發，有殺復于伏。奇行方，貫穿諸宮無拘，然不出三道也。獲其元帥者勝，不能相勝者平。此其大勢也。左右將陷，盡俘其屬之在營者，有能復讎者存之。兩陣旣成，前鋒出兵未交，前鋒不相殺，此又師律之一端也。若夫奇正合變之竗，存乎其人。

## 外部連結
- 遊戲下載 （页面存档备份，存于）